# Björn Johansson (trubadur)
Björn Johansson, född 1 oktober 1943, är en svensk trubadur och affärsman. Han är bördig från Kiruna. Björn Johansson inledde sin karriär som rocksångare under artistnamnet Little Bear men bytte genre och har varit aktiv vissångare och artist sedan 1960-talet. Då framträdde han tillsammans med artister som Cornelis Vreeswijk, Fred Åkerström och Gösta "Skepparn" Cervin på den tidens viktiga visscener, till exempel Kaos, Vispråmen Storken och Den gyldene freden i Stockholm..
Björn Johansson skivdebuterade år 1968 med EP:n En liten rödlätt man, där han sjöng visor av Gösta Kullenberg. År 1970 följdes den skivan upp med LP:n "Björn Johansson sjunger Gösta Kullenberg", som helt ägnades Kullenbergs visor. Därefter har han spelat in skivor med visor av bland andra Esse Björkman, Evert Taube (på LP:n På böljan blå, 1984, tillsammans med John Ulf Anderson), samt Birger Sjöberg. År 1987 gjorde han en nyinspelning av sin debut-LP (En liten rödlätt man: Björn Johansson sjunger Gösta Kullenberg - igen). År 2002 spelade han in en samling med visor av Olle Adolphson. Hösten 2013 släppte Björn Johansson albumet "Vargtimme" tillsammans med Anders Widmark.
Han har varit aktiv i Visans vänner, och medverkade på föreningens jubileumsskiva Än en gång däran, Visans vänner i Stockholm 35 år, som gavs ut 1972. Han har medverkat i en rad radio- och TV-program, och har turnerat i bland annat Japan, då tillsammans med Rune Gustafsson och Arne Domnérus, och i USA, tillsammans med John Ulf Anderson.  
Vid sidan om artistkarriären har Björn Johansson arbetat som affärsman, bland annat som skrothandlare. Han driver AB Skrot Johan Invest, som bland annat ägnar sig åt fastighetsförvaltning. I företagsgruppen finns även restaurangerna Engelen och Edsbacka krog, samt skivbolaget Ladybird som har gett ut några av Björn Johanssons egna skivor, samt inspelningar med bland andra Arne Domnérus, John Ulf Anderson, Barbro Svensson, Loa Falkman, Lill Lindfors och Anna Nygren.